# Coppa del Brasile 2002
La Coppa del Brasile 2002 (ufficialmente in portoghese Copa do Brasil 2002) è stata la 14ª edizione della Coppa del Brasile.

## Formula
Partite a eliminazione diretta con gare di andata e ritorno. In caso di pareggio nei tempi regolamentari, passa la squadra che ha realizzato il maggior numero di gol fuori casa. Nel caso non sia possibile determinare un vincitore con la regola dei gol fuori casa, sono previsti i tiri di rigore.
Nei primi due turni (primo turno e sedicesimi di finale) se la squadra che gioca la prima partita in trasferta vince con 2 o più gol di scarto, è automaticamente qualificata al turno successivo senza dover disputare la gara di ritorno.

## Partecipanti
| Stato               | Squadra (Città)                     | Motivo qualificazione                           |
| ------------------- | ----------------------------------- | ----------------------------------------------- |
| Acre                | Vasco da Gama-AC (Rio Branco)       | Vincitore del Campionato Acreano 2001           |
| Alagoas             | ASA (Maceió)                        | Vincitore del Campionato Alagoano 2001          |
| Alagoas             | CSA (Maceió)                        | 2° nel Campionato Alagoano 2001                 |
| Amapá               | Independente-AP (Santana)           | Vincitore del Campionato Amapaense 2001         |
| Amazonas            | Rio Negro (Manaus)                  | Vincitore del Campionato Amazonense 2001        |
| Amazonas            | São Raimundo-AM (Manaus)            | Invito della CBF                                |
| Bahia               | Bahia (Salvador)                    | Partecipazione alla Série A 2001                |
| Bahia               | Vitória (Salvador)                  | Partecipazione alla Série A 2001                |
| Bahia               | Juazeiro (Juazeiro)                 | 2° nel Campionato Baiano 2001                   |
| Ceará               | Fortaleza (Fortaleza)               | Vincitore del Campionato Cearense 2001          |
| Ceará               | Ceará (Fortaleza)                   | 2° nel Campionato Cearense 2001                 |
| Distretto Federale  | Gama (Gama)                         | Partecipazione alla Série A 2001                |
| Distretto Federale  | Brasiliense (Taguatinga)            | 2° nel Campionato Brasiliense 2001              |
| Distretto Federale  | Bandeirante-DF (Núcleo Bandeirante) | Invito della CBF                                |
| Espírito Santo      | Alegrense (Alegre)                  | Vincitore del Campionato Capixaba 2001          |
| Goiás               | Goiás (Goiânia)                     | Partecipazione alla Série A 2001                |
| Goiás               | Vila Nova (Goiânia)                 | Vincitore del Campionato Goiano 2001            |
| Goiás               | Anapolina (Anápolis)                | 3° nel Campionato Goiano 2001                   |
| Maranhão            | Moto Club (São Luís)                | Vincitore del Campionato Maranhense 2001        |
| Maranhão            | Sampaio Corrêa (São Luís)           | 2° nel Campionato Maranhense 2001               |
| Mato Grosso         | Juventude-MT (Primavera do Leste)   | Vincitore del Campionato Matogrossense 2001     |
| Mato Grosso do Sul  | Comercial-MS (Campo Grande)         | Vincitore del Campionato Sul-Matogrossense 2001 |
| Mato Grosso do Sul  | CENE (Campo Grande)                 | Invito della CBF                                |
| Minas Gerais        | América-MG (Belo Horizonte)         | Partecipazione alla Série A 2001                |
| Minas Gerais        | Atlético Mineiro (Belo Horizonte)   | Partecipazione alla Série A 2001                |
| Minas Gerais        | Cruzeiro (Belo Horizonte)           | Partecipazione alla Série A 2001                |
| Pará                | Paysandu (Belém)                    | Vincitore del Campionato Paraense 2001          |
| Pará                | Remo (Belém)                        | 2° nel Campionato Paraense 2001                 |
| Paraíba             | Treze (Campina Grande)              | Vincitore del Campionato Paraibano 2001         |
| Paraíba             | Botafogo-PB (João Pessoa)           | 2° nel Campionato Paraibano 2001                |
| Paraná              | Coritiba (Curitiba)                 | Partecipazione alla Série A 2001                |
| Paraná              | Paraná (Curitiba)                   | Partecipazione alla Série A 2001                |
| Paraná              | Londrina (Londrina)                 | Invito della CBF                                |
| Pernambuco          | Santa Cruz (Recife)                 | Partecipazione alla Série A 2001                |
| Pernambuco          | Sport Recife (Recife)               | Partecipazione alla Série A 2001                |
| Pernambuco          | Náutico (Recife)                    | Vincitore del Campionato Pernambucano 2001      |
| Piauí               | River (Teresina)                    | Vincitore del Campionato Piauiense 2001         |
| Piauí               | Flamengo-PI (Teresina)              | Invito della CBF                                |
| Rio de Janeiro      | Botafogo (Rio de Janeiro)           | Partecipazione alla Série A 2001                |
| Rio de Janeiro      | Fluminense (Rio de Janeiro)         | Partecipazione alla Série A 2001                |
| Rio de Janeiro      | Vasco da Gama (Rio de Janeiro)      | Partecipazione alla Série A 2001                |
| Rio de Janeiro      | Americano (Campos)                  | 3° nel Campionato Carioca 2001                  |
| Rio Grande do Norte | Corintians (Caicó)                  | Vincitore del Campionato Potiguar 2001          |
| Rio Grande do Norte | América-RN (Natal)                  | 2° nel Campionato Potiguar 2001                 |
| Rio Grande do Sul   | Internacional (Porto Alegre)        | Partecipazione alla Série A 2001                |
| Rio Grande do Sul   | Juventude (Caxias do Sul)           | Partecipazione alla Série A 2001                |
| Rio Grande do Sul   | Caxias (Caxias do Sul)              | 3° nella Série B 2001                           |
| Rondônia            | Ji-Paraná (Ji-Paraná)               | Vincitore del Campionato Rondoniense 2001       |
| Roraima             | Atlético Roraima (Boa Vista)        | Vincitore del Campionato Roraimense 2001        |
| San Paolo           | Botafogo-SP (Ribeirão Preto)        | Partecipazione alla Série A 2001                |
| San Paolo           | Corinthians (San Paolo)             | Partecipazione alla Série A 2001                |
| San Paolo           | Guarani (Campinas)                  | Partecipazione alla Série A 2001                |
| San Paolo           | Palmeiras (San Paolo)               | Partecipazione alla Série A 2001                |
| San Paolo           | Ponte Preta (Campinas)              | Partecipazione alla Série A 2001                |
| San Paolo           | Portuguesa (San Paolo)              | Partecipazione alla Série A 2001                |
| San Paolo           | San Paolo (San Paolo)               | Partecipazione alla Série A 2001                |
| San Paolo           | Santos (Santos)                     | Partecipazione alla Série A 2001                |
| San Paolo           | Bragantino (Bragança Paulista)      | Invito della CBF                                |
| Santa Catarina      | Joinville (Joinville)               | Vincitore del Campionato Catarinense 2001       |
| Santa Catarina      | Criciúma (Criciúma)                 | 2° nel Campionato Catarinense 2001              |
| Santa Catarina      | Figueirense (Florianópolis)         | 2° nella Série B 2001                           |
| Sergipe             | Confiança (Aracaju)                 | Vincitore del Campionato Sergipano 2001         |
| Sergipe             | Sergipe (Aracaju)                   | 2° nel Campionato Sergipano 2001                |
| Tocantins           | Palmas (Palmas)                     | Vincitore del Campionato Tocantinense 2001      |

## Risultati

### Primo turno
Andata 23 gennaio, 5, 6, 13 e 14 febbraio 2002, ritorno 6, 13, 20, 21 e 27 febbraio 2002.
| Squadra 1        | Totale  | Squadra 2        | Andata | Ritorno |
| ---------------- | ------- | ---------------- | ------ | ------- |
| Coritiba         | 3-5     | Ponte Preta      | 2-1    | 1-4     |
| Remo             | 5-6     | Náutico          | 2-2    | 3-4     |
| América-MG       | 2-4     | Guarani          | 1-2    | 1-2     |
| Americano        | 4-3     | Joinville        | 3-0    | 1-3     |
| Bragantino       | 1-3     | Paraná           | 1-3    | -       |
| Atlético Roraima | 0-4     | Paysandu         | 0-1    | 0-3     |
| Sampaio Corrêa   | 3-6     | Fluminense       | 2-1    | 1-5     |
| Anapolina        | 1-3     | Juventude        | 1-3    | -       |
| Vasco da Gama-AC | 2-2 gfc | Brasiliense      | 2-1    | 0-1     |
| Juazeiro         | 2-5     | Confiança        | 1-1    | 1-4     |
| Criciúma         | 3-1     | Gama             | 1-0    | 2-1     |
| Palmas           | 2-6     | Portuguesa       | 0-1    | 2-5     |
| Ji-Paraná        | 2-4     | Santos           | 0-0    | 2-4     |
| Botafogo-SP      | 3-8     | Sport Recife     | 1-1    | 2-7     |
| Juventude-MT     | 2-3     | Atlético Mineiro | 2-1    | 0-2     |
| Botafogo-PB      | 1-3     | Figueirense      | 1-3    | -       |
| CENE             | 0-6     | Vitória          | 0-0    | 0-6     |
| Rio Negro        | 0-3     | Ceará            | 0-1    | 0-2     |
| Caxias           | 1-3     | Santa Cruz       | 1-3    | -       |
| Alegrense        | 2-2 gfc | Botafogo         | 2-2    | 0-0     |
| Bandeirante-DF   | 1-4     | Cruzeiro         | 1-4    | -       |
| River            | 1-4     | Corinthians      | 1-2    | 0-2     |
| ASA              | gfc 2-2 | Palmeiras        | 1-0    | 1-2     |
| São Raimundo-AM  | 1-5     | América-RN       | 1-1    | 0-4     |
| Corintians       | 0-2     | Bahia            | 0-2    | -       |
| Comercial-MS     | 1-3     | Internacional    | 1-1    | 0-2     |
| Independente-AP  | 1-2     | Flamengo-PI      | 1-1    | 0-1     |
| Sergipe          | 2-3     | Vasco da Gama    | 1-1    | 1-2     |
| Vila Nova        | 2-4     | Fortaleza        | 2-4    | -       |
| Londrina         | 6-5     | Goiás            | 4-4    | 2-1     |
| Moto Club        | 1-4     | CSA              | 1-2    | 0-2     |
| Treze            | 2-4     | San Paolo        | 1-0    | 1-4     |

### Sedicesimi di finale
Andata 20, 27 febbraio e 6 marzo 2002, ritorno 6, 13 e 14 marzo 2002.
| Squadra 1    | Totale  | Squadra 2        | Andata | Ritorno |
| ------------ | ------- | ---------------- | ------ | ------- |
| Americano    | 2-6     | Corinthians      | 2-6    | -       |
| Santos       | 3-4     | Internacional    | 3-3    | 0-1     |
| Londrina     | 1-2     | Cruzeiro         | 1-0    | 0-2     |
| Santa Cruz   | 4-5     | Vasco da Gama    | 1-2    | 3-3     |
| Flamengo-PI  | 0-5     | San Paolo        | 0-5    | -       |
| Figueirense  | 6-4     | Vitória          | 3-1    | 3-3     |
| Paysandu     | 1-4     | Fluminense       | 1-2    | 0-2     |
| ASA          | 2-5     | Confiança        | 2-1    | 0-4     |
| América-RN   | 0-4     | Bahia            | 0-1    | 0-3     |
| Criciúma     | 3-3 gfc | Portuguesa       | 3-2    | 0-1     |
| Brasiliense  | 3-2     | Náutico          | 3-2    | 0-0     |
| Paraná       | 3-1     | Guarani          | 2-0    | 1-1     |
| CSA          | 3-2     | Ceará            | 0-0    | 3-2     |
| Juventude    | 2-1     | Ponte Preta      | 2-0    | 0-1     |
| Sport Recife | 2-4     | Atlético Mineiro | 2-1    | 0-3     |
| Fortaleza    | 2-5     | Botafogo         | 1-2    | 1-3     |

### Ottavi di finale
Andata 13, 27 e 28 marzo 2002, ritorno 3 aprile 2002.
| Squadra 1        | Totale | Squadra 2     | Andata | Ritorno |
| ---------------- | ------ | ------------- | ------ | ------- |
| Confiança        | 1-4    | Brasiliense   | 0-0    | 1-4     |
| Corinthians      | 5-4    | Cruzeiro      | 2-2    | 3-2     |
| CSA              | 2-5    | Vasco da Gama | 2-1    | 0-4     |
| Juventude        | 2-3    | Fluminense    | 1-1    | 1-2     |
| Bahia            | 5-2    | Portuguesa    | 3-0    | 2-2     |
| Atlético Mineiro | 4-3    | Internacional | 2-0    | 2-3     |
| Figueirense      | 4-7    | San Paolo     | 3-1    | 1-6     |
| Botafogo         | 2-4    | Paraná        | 1-3    | 1-1     |

### Quarti di finale
Andata 10 aprile 2002, ritorno 17 aprile 2002.
| Squadra 1        | Totale  | Squadra 2  | Andata | Ritorno |
| ---------------- | ------- | ---------- | ------ | ------- |
| Brasiliense      | 2-0     | Fluminense | 1-0    | 1-0     |
| Atlético Mineiro | gfc 5-5 | Bahia      | 2-1    | 3-4     |
| Corinthians      | 3-2     | Paraná     | 3-1    | 0-1     |
| Vasco da Gama    | 1-4     | San Paolo  | 1-0    | 0-4     |

### Semifinali
Andata 24 aprile 2002, ritorno 1º maggio 2002.
| Squadra 1        | Totale | Squadra 2   | Andata | Ritorno |
| ---------------- | ------ | ----------- | ------ | ------- |
| Atlético Mineiro | 1-5    | Brasiliense | 0-3    | 1-2     |
| San Paolo        | 2-3    | Corinthians | 0-2    | 2-1     |

### Finale

#### Andata
| Arbitro: | Simon |

| |            | |
| Deivid 53’ 80’ | Marcatori  | 54’ Maurício |
| · Dida P · Rogério D · Fábio Luciano D · Anderson D · Kléber D · Vampeta C · Fabrício C · Ricardinho C · Gil A · Leandro A · Renato C · Deivid A | Formazioni | · P Donizeti · D Moisés · D Aldo · D Thiago Gama · D Emerson Ávila · C Evandro · C Carioca · C Maurício · C Gil Baiano · A Wellington Dias · A Jackson · A Weldon |
| Parreira | Allenatori | Pericles Chamusca |

#### Ritorno
| Arbitro: | Mendonça |

| |            | |
| Wellington Dias 41’ | Marcatori  | 64’ Deivid |
| · Donizeti P · Moisés D · Rodrigo Ayres A · Aldo D · Thiago Gama D · Emerson Ávila D · Evandro C · Carioca C · Maurício C · Lê C · Gil Baiano C · Wellington Dias A · Jackson A · Weldon A | Formazioni | · P Dida · D Rogério · D Fábio Luciano · D Anderson · D Kléber · C Vampeta · D Fabinho · C Fabrício · C Ricardinho · A Gil · A Leandro · C Renato · A Deivid |
| Pericles Chamusca | Allenatori | Parreira |

Corinthians vincitore della Coppa del Brasile 2002 e qualificato per la Coppa Libertadores 2003.

## Classifica marcatori
| Pos. | Giocatore       | Squadra          | Gol |
| ---- | --------------- | ---------------- | --- |
| 1    | Deivid          | Corinthians      | 13  |
| 2    | Wellington Dias | Brasiliense      | 8   |
| 3    | Reinaldo        | San Paolo        | 7   |
| 4    | Edil            | Confiança        | 6   |
| 4    | Gil Baiano      | Brasiliense      | 6   |
| 4    | Kaká            | San Paolo        | 6   |
| 4    | Rodrigo         | Atlético Mineiro | 6   |
| 8    | França          | San Paolo        | 5   |
| 8    | Róbson          | Bahia            | 5   |
| 8    | Romário         | Vasco da Gama    | 5   |